# Биохрани
Биохраните се произвеждат в съответствие с определени стандарти за производство.
През по-голямата част от човешката история селското стопанство може да бъде описано като биологично. Едва през 20 век започва голямото предлагане на нови синтетични химикали, които впоследствие се въвеждат в производството на хранителни продукти. Този по-нов начин на производство е наричан „конвенционален“, макар че биологичното производство е било конвенционално за много по-дълъг период от време.
При биологичното производство използването на конвенционални небиологични пестициди, инсектициди и хербициди е силно ограничено и се прилага в краен случай.
В биохраните не трябва да има радиоактивни и канцерогенни елементи, което налага използване на незамърсени почви и води за тяхното производство. Животните трябва да са отгледани без обичайната употреба на антибиотици и хормони на растеж и да бъдат хранени със здравословни биохрани, за да отговарят на биологичните стандарти.
В повечето страни биологичните продукти все още може да не са генетично модифицирани. Но вече съществува предложение, че прилагането на нанотехнологии при храните и селското стопанство е все още технология, която трябва да бъде изключена от сертифицираните биологични храни. Soil Association (Великобритания) е първият биологичен сертификатор, въвел изключването на нанотехнологиите.